# Man Portable Air Defense System

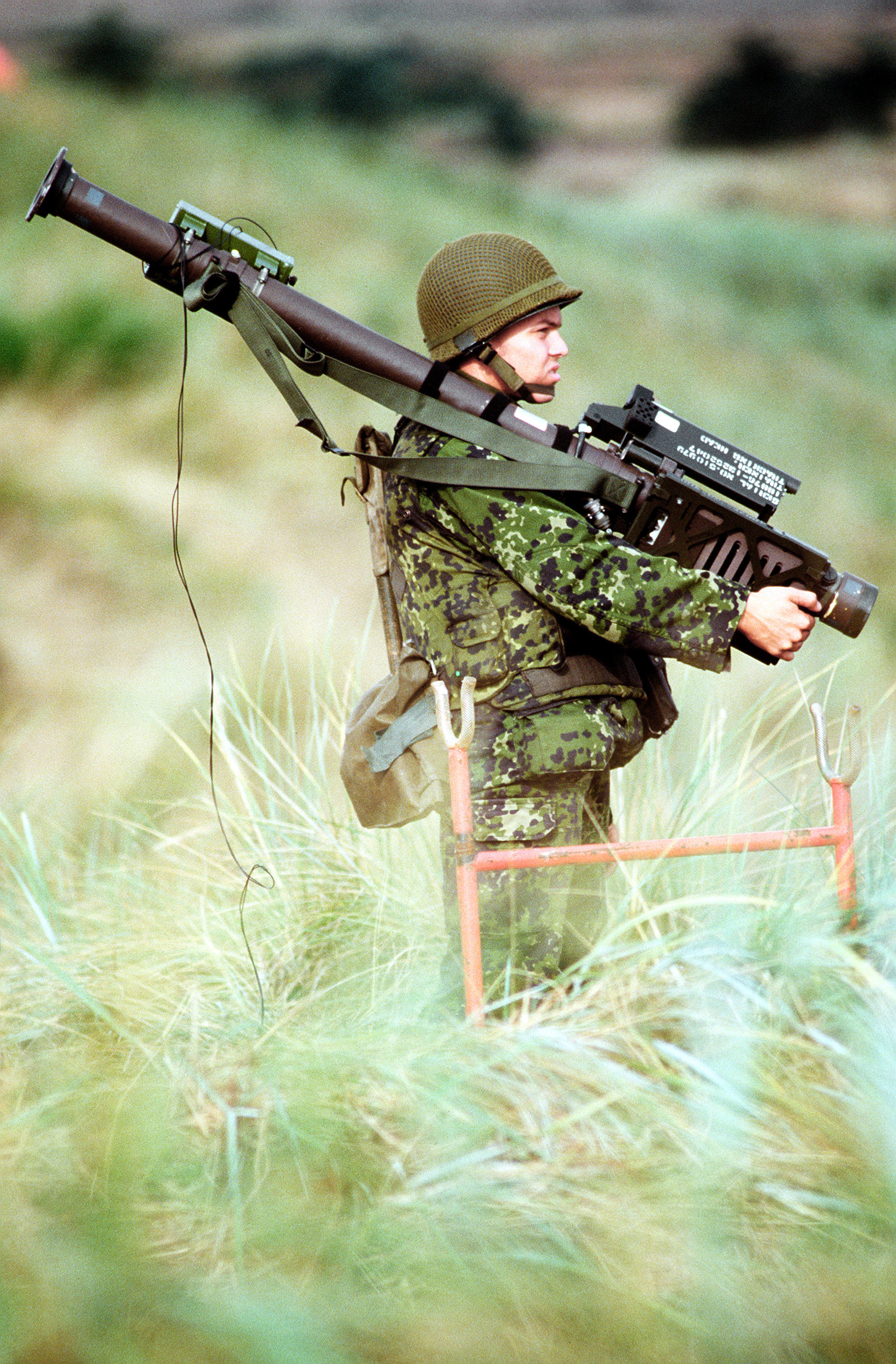
Dänischer Soldat mit einem Stinger-Flugabwehrsystem-Simulator

Ein Man-Portable Air-Defense System (Akronym englisch MANPADS; auf Deutsch: Einmann-Flugabwehr-Lenkwaffe, tragbares Luftabwehrsystem  oder Ein-Mann-Boden-Luft-Rakete) ist ein schultergestütztes Boden-Luft-Flugabwehrraketensystem. Ein MANPADS besteht aus einer Flugabwehrrakete und einem Starter und wird in der Regel gegen tieffliegende Luftziele wie beispielsweise Hubschrauber eingesetzt.

## Überblick

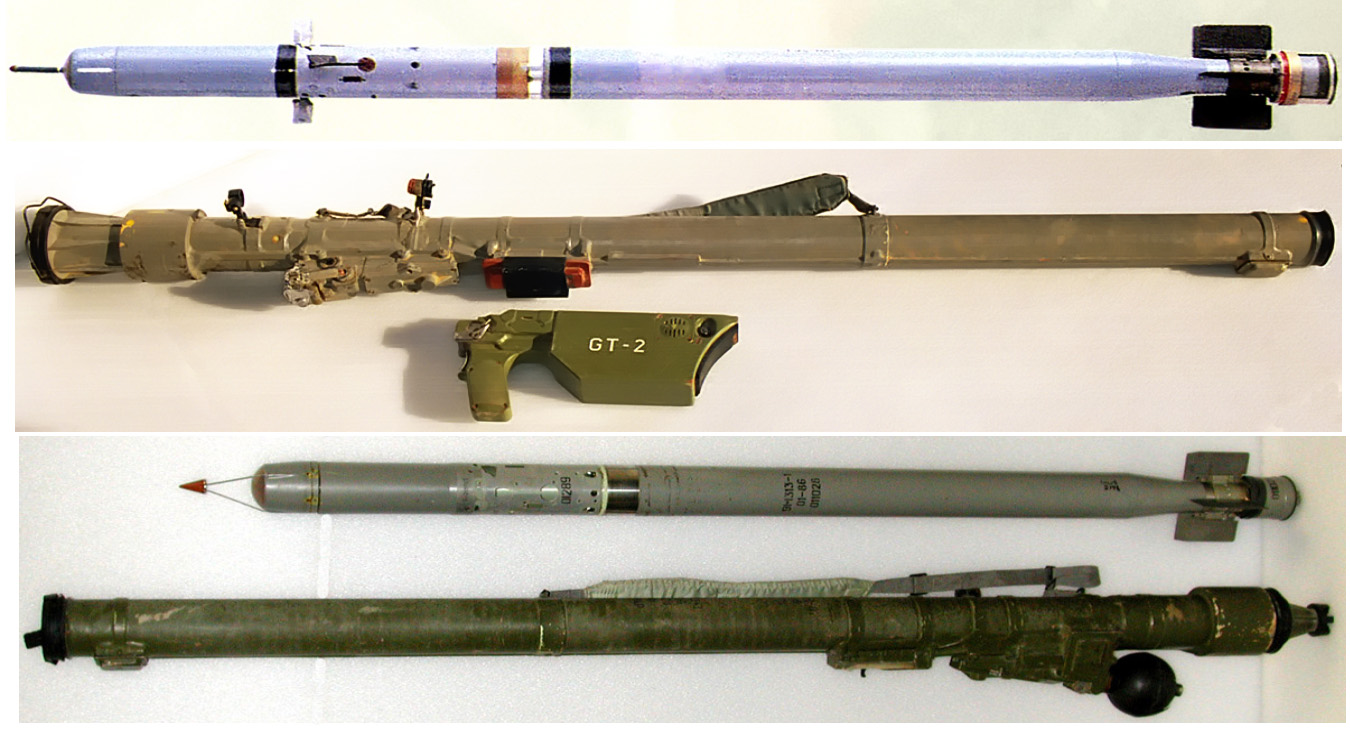
Zwei MANPADS russischer Bauart: 9K38 Igla (oben) und 9K310 Igla-1, jeweils Startrohr und Rakete

Schultergestützte Boden-Luft-Flugabwehrraketensysteme (MANPADS) wurden in den späten 1950er-Jahren entwickelt, um den Landstreitkräften Schutz vor Luftangriffen zu bieten. MANPADS können von einem Soldaten getragen und bedient werden. Dadurch handelt es sich um ein „hochmobiles System“, das in den letzten drei Jahrzehnten erfolgreich in diversen Konflikten zum Einsatz kam. Etwa 20 Staaten produzieren oder produzierten MANPADS. Experten gehen davon aus, dass bislang weltweit etwa eine Million schultergestützter Flugabwehrsysteme hergestellt worden sind.
Siehe auch: Boden-Luft-Raketen in asymmetrischen Konflikten

### Beschreibung
Im Wesentlichen bestehen MANPADS aus einem Startrohr, in dem sich die Flugabwehrrakete befindet, aus dem Startmechanismus, der üblicherweise unter dem Startrohr angebracht ist, und aus einer Primärbatterie, die das System vor dem Start mit elektrischer Energie versorgt. Die Flugabwehrrakete selbst besteht aus einem Raketentriebwerk, dem Sprengkopf und dem Flugkontrollmechanismus, der den Lenkflugkörper zum Ziel steuert. Die Rakete befindet sich hermetisch abgeriegelt im Startrohr – ein Nachladen im Feld ist meist nicht möglich. Unbenutzte Systeme können bei fachgerechter Lagerung bis zu 30 Jahre einsatzbereit bleiben. Die Abmessungen typischer MANPADS liegen zwischen 1,2 und 2,0 Metern Länge. Der Durchmesser liegt meist bei etwa 70 Millimetern. Das Gewicht (mit Startrohr) reicht von 13 bis 25 Kilogramm. Die meisten solcher Systeme können Luftziele in einer Entfernung von fünf bis acht Kilometern und in einer Höhe von bis zu 5000 Metern effektiv bekämpfen. Vom Schultern des Starters mit Rakete bis zum Abfeuern vergehen bei einem geübten Schützen kaum 30 Sekunden. Der überwiegende Teil schultergestützter Flugabwehrraketen erreicht Geschwindigkeiten von Mach zwei und hat eine durchschnittliche Flugzeit von fünf bis zehn Sekunden. Dabei können die Lenkflugkörper mit mehreren g manövrieren.

### Gegenmaßnahmen

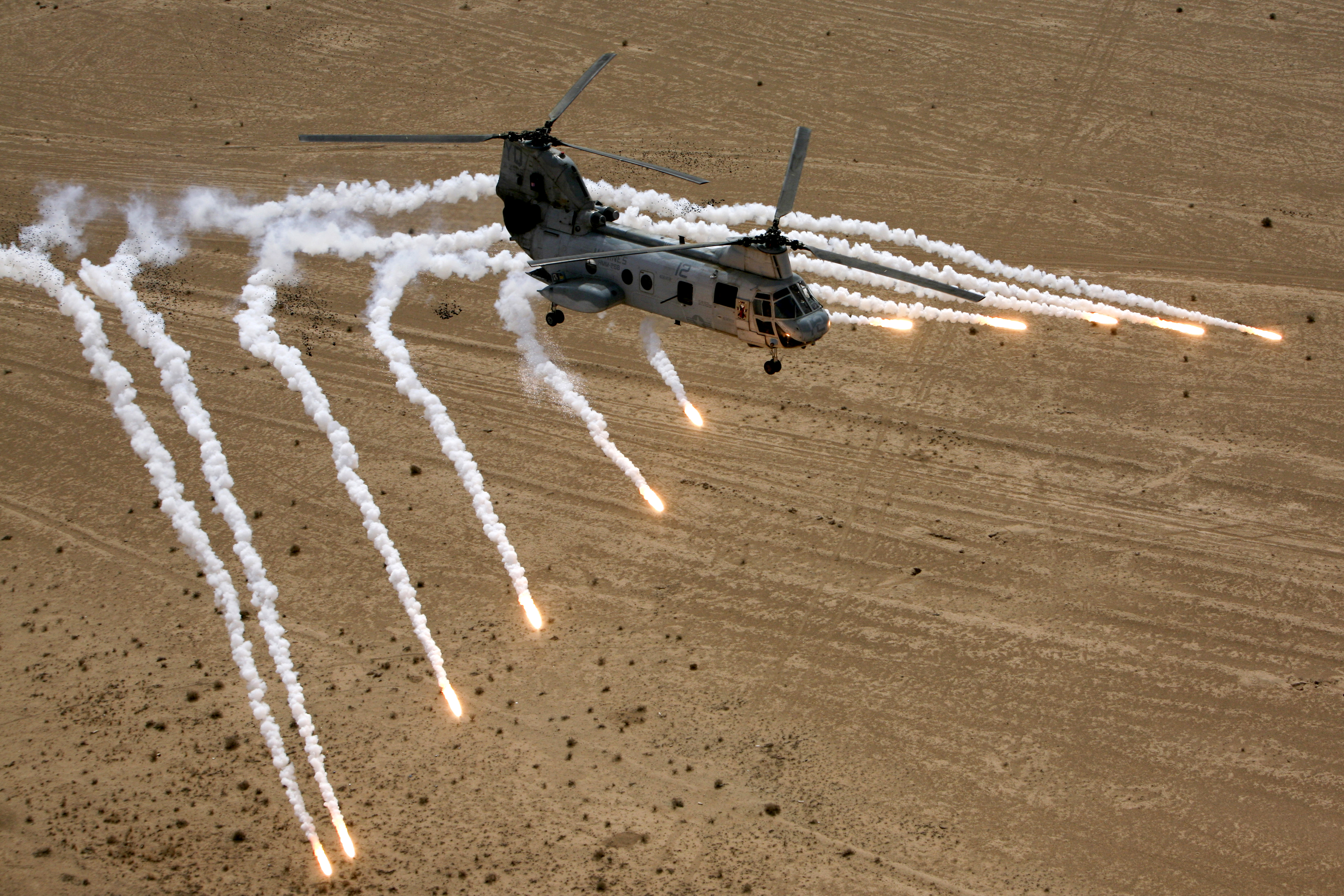
Ein CH-46 Sea Knight beim Ausstoßen von Täuschkörpern

Da die meisten Einmann-Flugabwehr-Lenkwaffen mit einem Infrarotsuchkopf zur Zielfindung ausgestattet sind, werden zur Täuschung Flares verwendet. Die beim Einsatz von Flares entstehende Wärmestrahlung soll die Suchkopf-Sensorik vom eigentlichen Ziel ablenken. Da aber modernere Infrarotsuchköpfe nicht mehr effizient durch das Ausstoßen von Flares gestört werden können, gewinnen so genannte Directed-Infrared-Counter-Measures-Systeme (DIRCM) immer mehr an Bedeutung. Hierbei werden anfliegende Raketen mit spektral angepasster Laserstrahlung beaufschlagt, die den Lenkflugkörper entweder stört oder schädigt.
Ein DIRCM-System, das speziell für den zivilen Luftverkehr entwickelt wurde, ist das Guardian-Raketenabwehrsystem von der Firma Northrop Grumman, das seit Mitte der 2000er-Jahre auf dem Markt ist. Das Guardian-System ist mit einem Multiband-Infrarot-Laser ausgerüstet und stört durch Blendung die Infrarot-Suchköpfe anfliegender Raketen.
Viele moderne Flugzeuge und Hubschrauber sind inzwischen mit mehrteiligen Raketenwarngeräten ausgestattet, die anfliegende Lenkwaffen erkennen können. Dies geschieht meist über die Ortung der UV-Emissionen des verbrannten Raketentreibstoffes, wobei neuere Systeme auch die IR-Strahlung der erhitzten Flugkörperzelle erfassen können. In fast allen Fällen sind Raketenwarngeräte in der Lage, den Einsatz von Gegenmaßnahmen vollautomatisch auszulösen und dem Piloten die Anflugsrichtung anzuzeigen.

## Typen und Entwicklung

### Ungelenkt

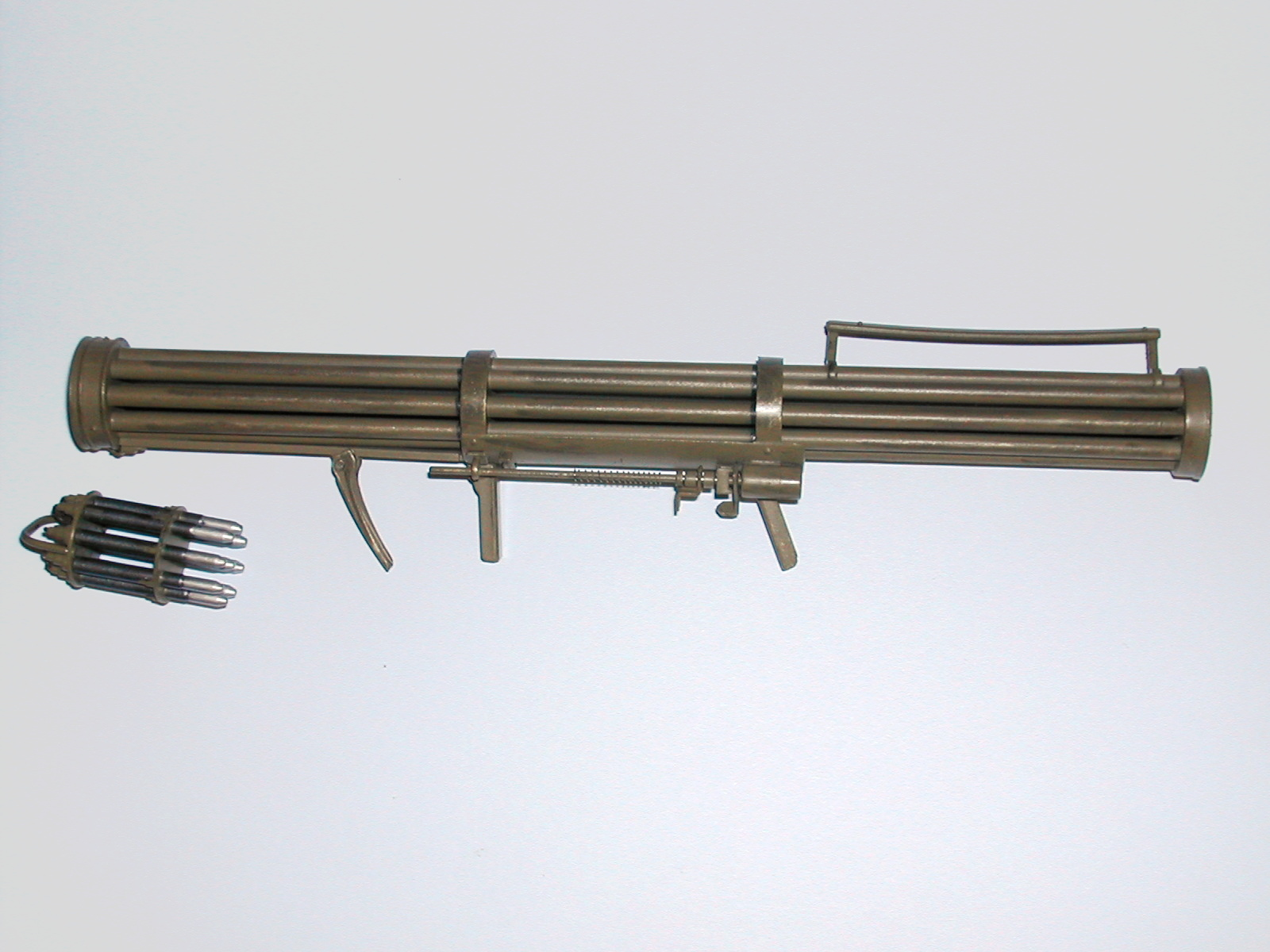
Nachbau einer Fliegerfaust

Die erste Handfeuerwaffe zur Abwehr von Fluggeräten wurde 1944, während des Zweiten Weltkrieges, im Deutschen Reich vom Rüstungsbetrieb HASAG für den Einsatz gegen Tiefflieger entwickelt. Das System erhielt die Bezeichnung Fliegerfaust und wurde im Frühjahr 1945 an die Wehrmacht ausgeliefert. Insgesamt wurden bis zum Kriegsende nur 80 Stück produziert. Das rückstoßfreie System bestand aus neun bis zwölf 1,5 Meter langen Rohren (je nach Version) mit einem Kaliber von 20 mm, die 90 Gramm schwere Geschosse abfeuerten, die in etwa 500 Meter Entfernung detonierten und einen Wirkungsradius von etwa 60 Metern Durchmesser hatten. Die einzelnen Raketen wurden in kurzen Abständen gestartet. Durch seitliche Bohrungen, aus denen jeweils ein kleiner Teilstrahl austrat, wurden sie in Rotation versetzt und dadurch stabilisiert.

### Infrarot
Infrarotgelenkte MANPADS werden mittels eines Infrarotsuchkopfes (IR-Suchkopf) in das Luftziel gelenkt. Der Suchkopf steuert dabei die Wärmeemissionen der Triebwerke oder die durch den Abgasstrahl erwärmten Metallteile des jeweiligen Luftziels an. Hat er die Wärmequelle erreicht, zündet der Sprengkopf in unmittelbarer Nähe zum Antriebsaggregat. In diesem Zusammenhang spricht man von einem passiven Zielsuchkopf, da keine Signale oder ähnliches vom Suchkopf emittiert werden, um sein Ziel zu detektieren. Auch besteht nach dem Abfeuern kein Kontakt zum Soldaten, der die Rakete gestartet hat. Dieser Umstand erschwert Abwehrmaßnahmen seitens des Luftziels, da der Lenkflugkörper autonom agiert.
Infrarotgelenkte MANPADS bilden die größte Gruppe innerhalb der schultergestützten Flugabwehr-Lenkwaffen. Durch die Fortschritte im Elektronik- und Computerbereich seit den 1960er-Jahren wurden infrarotgelenkte Raketen regelmäßig leistungsfähiger und die Trefferquote fortlaufend gesteigert. Dementsprechend werden heute vier Generationen von infrarotgelenkten MANPADS unterschieden.

#### Erste Generation

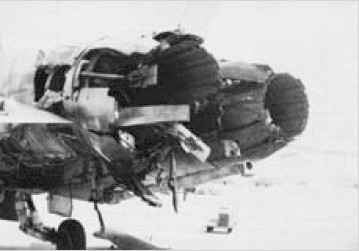
Waffenwirkung einer 9K32 Strela-2 an einer F/A-18 Hornet während des Golfkrieges 1991

Die erste Generation infrarotgelenkter MANPADS sind sogenannte „tail chase weapons“, das heißt, die Rakete verfolgt das Flugziel anhand der heißen Austrittsabgase aus dem Triebwerk und dessen stark erhitzter Düse. Der Suchkopf ermittelt den heißesten Punkt am Himmel und folgt diesem. Dieser Umstand macht IR-Raketen anfällig für andere Hitze abstrahlende Objekte, wie z. B. die Sonne, oder Abwehr- und Störmaßnahmen, wie Flares oder das ALQ-144-System. MANPADS der ersten Generation sind die US-amerikanische FIM-43 Redeye, die sowjetische 9K32 Strela-2 (NATO-Codename: SA-7 Grail) und die chinesische HN-5. Am weitesten verbreitet ist hierbei das Strela-2-System, das in sehr hoher Stückzahl in der Sowjetunion und anderen Staaten, zum Teil in Lizenz, hergestellt wurde. Experten vermuten, dass dieses System heute noch zu Zehntausenden weltweit im Umlauf ist. Bei einem Schwarzmarktpreis von teilweise nur 5000 US-Dollar stellt diese Waffe eine ernsthafte Bedrohung auch für die zivile Luftfahrt dar.

#### Zweite Generation

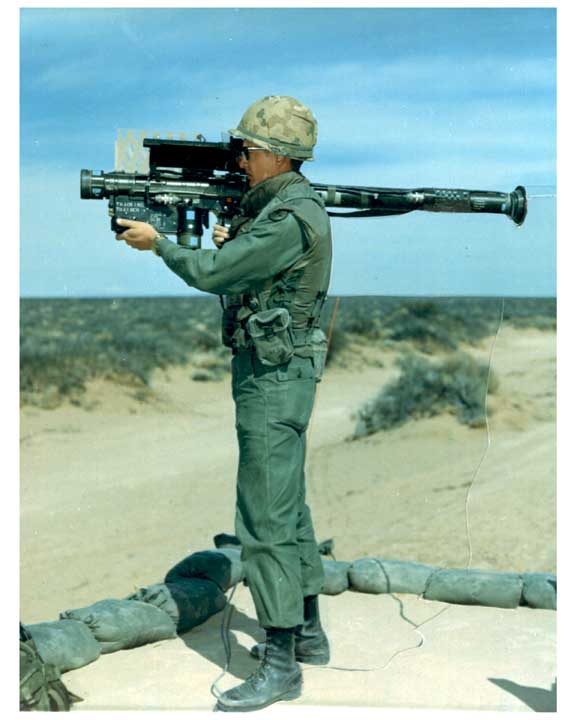
FIM-92 Stinger

Zur Gruppe der MANPADS der zweiten Generation zählen Systeme wie die US-amerikanische FIM-92 Stinger (in Deutschland als Fliegerfaust 2 Stinger bezeichnet), die sowjetische Strela-3 (NATO-Codename: SA-14 Gremlin) und die chinesische FN-6. Jedes dieser MANPADS ist mit einem kryotechnischen Kühlsystem ausgestattet, das den Infrarotsuchkopf in kurzer Zeit stark herunterkühlen kann. Hierdurch wird die Empfindlichkeit deutlich gesteigert, was vor allem zu höheren Erfassungsreichweiten führt. Des Weiteren kommen Filtersysteme (meist Rosettenabtastung) zum Einsatz, um natürliche und künstliche Störquellen besser unterdrücken zu können. Zudem sind die IR-Suchköpfe einiger Systeme in der Lage, neben Infrarotstrahlung auch UV-Strahlung zu erfassen. Da sich die UV-Signatur von verbranntem Jet-Treibstoff deutlich von abbrennenden Flares oder der Sonne unterscheidet, kann die Lenkwaffe so besser zwischen Ziel und Störungen unterscheiden. MANPADS der zweiten Generation sind daher weitestgehend immun gegen Flares.

#### Dritte Generation

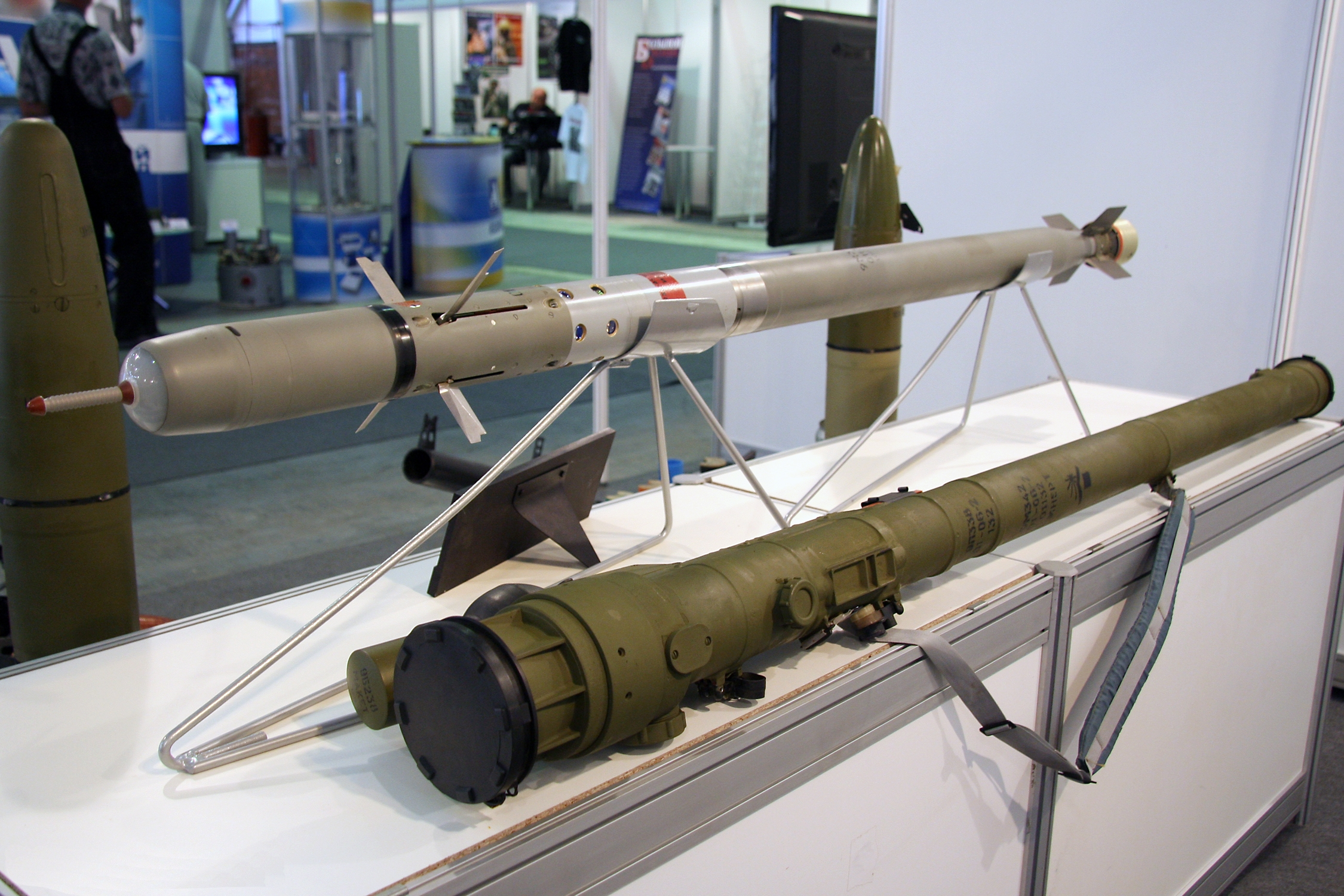
9K338 Igla-S

MANPADS der dritten Generation verfügen, wie teilweise Systeme der zweiten Generation, über einen Suchkopf, der sowohl Infrarot- und UV-Strahlung zur Zielverfolgung verwenden kann. Zudem sind derartige Systeme weniger anfällig gegenüber feindlichen Gegenmaßnahmen in Form von Flares und anderen natürlichen Störungen. MANPADS der dritten Generation sind beispielsweise das französische Mistral MANPADS, das russische Igla und die US-amerikanische Stinger B.

#### Vierte Generation

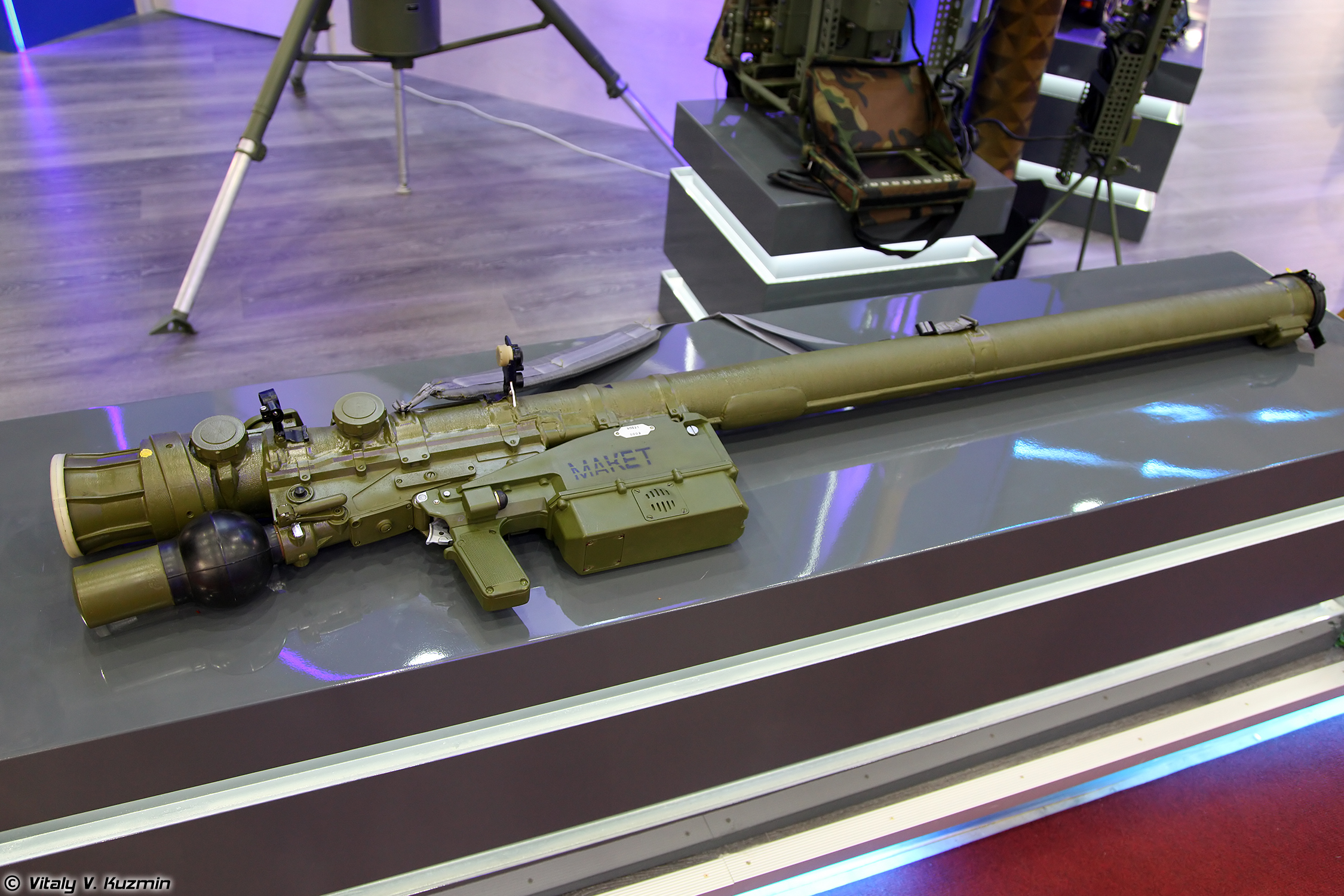
9K333 Werba

Zur vierten Generation zählen MANPADS, die neben anderen modernen Sensoren mit der sogenannten Focal-Plane-Array-Technologie, ähnlich wie bei der Luft-Luft-Rakete AIM-9X Sidewinder ausgestattet sind. Dabei besteht der Suchkopf nicht mehr nur aus einem Detektor, sondern aus einem ganzen Feld (einem zweidimensionalen Array) aus Infrarot-Strahlungssensoren zur Bildgebung. Zu dieser Generation zählte das US-amerikanische FIM-92 Stinger-RMP Block II, das über eine erheblich gesteigerte Erfassungsreichweite und Resistenz gegenüber Störmaßnahmen verfügte. Aus Kostengründen wurde diese Variante der Stinger-Rakete Anfang der 2000er-Jahre jedoch eingestellt. Die erste in Dienst gestellte Lenkwaffe dieser Generation ist die russische Werba. Trotzdem gehen Experten davon aus, dass in Japan, Frankreich und Israel Forschungsarbeiten in diese Richtung stattfinden.

### Command Line-of-Sight

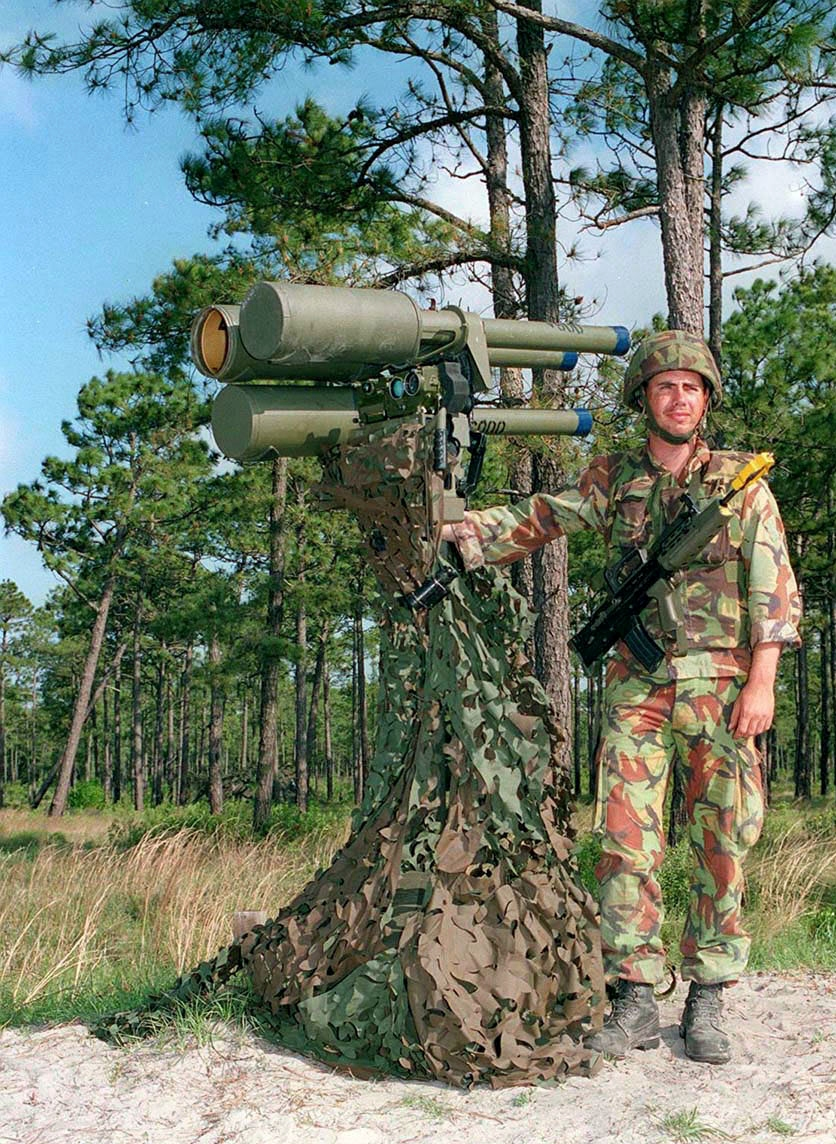
Britisches Javelin-System, zu sehen das optische Zielsystem unterhalb der Startrohre

Bei Command-Line-of-Sight-Flugabwehrsystemen (CLOS) muss ein Soldat den Lenkflugkörper nach dem Abfeuern manuell, mittels einer Vergrößerungsoptik und Funkfernsteuerung, in den Zielflugkörper dirigieren. Da es sich um eine halbautomatische Steuerung über Sichtverbindung handelt, spricht man vom SACLOS-Verfahren.
Der Vorteil bei dieser Methode liegt darin, dass die Flugabwehrrakete gegen Flares und andere Gegenmaßnahmen, die meist auf infrarotgelenkte Raketen ausgerichtet sind, immun ist. Nachteilig steht dem gegenüber, dass CLOS-Flugabwehrsysteme von den bedienenden Soldaten einen vergleichsweise hohen Ausbildungsstand erfordern. So beispielsweise während des Afghanistan-Kriegs der Sowjetunion in den 1980er-Jahren, in dem Mudschahedin Mitte 1986 mit dem britischen Blowpipe-MANPADS ausgerüstet wurden. Der Einsatz dieses Systems entpuppte sich als ineffizient, da die bedienenden Mudschahedin-Schützen unzureichend auf dem System ausgebildet waren.
Ein neueres CLOS-MANPADS ist das britische Javelin-Flugabwehrraketensystem, das im Vergleich zur Blowpipe wesentlich modernisiert wurden. Javelin verfügt neben der optischen Tagsicht über eine Fernsehkamera.

### Lasergelenkt

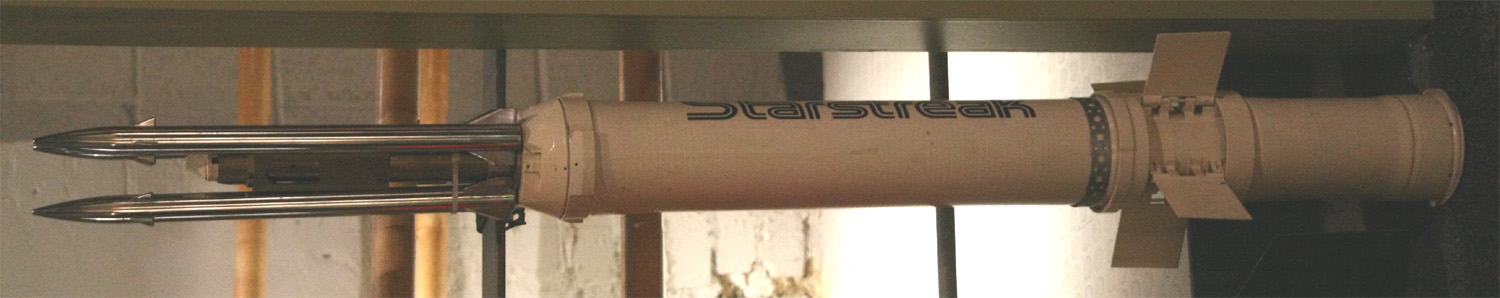
Lenkflugkörper des britischen Starstreak-Systems

Laserstrahlgelenkte Flugabwehrraketen werden, ähnlich wie bei den CLOS-MANPADS von einem Soldaten manuell ins Ziel gelenkt. Hierbei wird das Ziel mit dem Laser angestrahlt und die Rakete fliegt anhand des Laserstrahls in das Luftziel. Beispiele hierfür sind das schwedische Robotsystem-70- und die britischen Starstreak- und Starburst-Systeme. Da zwischen Flugabwehrrakete und „Bodenpersonal“ kein Datenaustausch stattfindet und die Raketen keinen Infrarotsuchkopf besitzen, sind effektive Gegenmaßnahmen nicht möglich. Der wohl größte Nachteil für diese Art der Zielfindung ist, wie beim CLOS-Verfahren, dass Sichtkontakt zum abzuschießenden Zielflugkörper bestehen muss und es sich somit um keine Fire-and-Forget-Waffe handelt.

## Einsatz

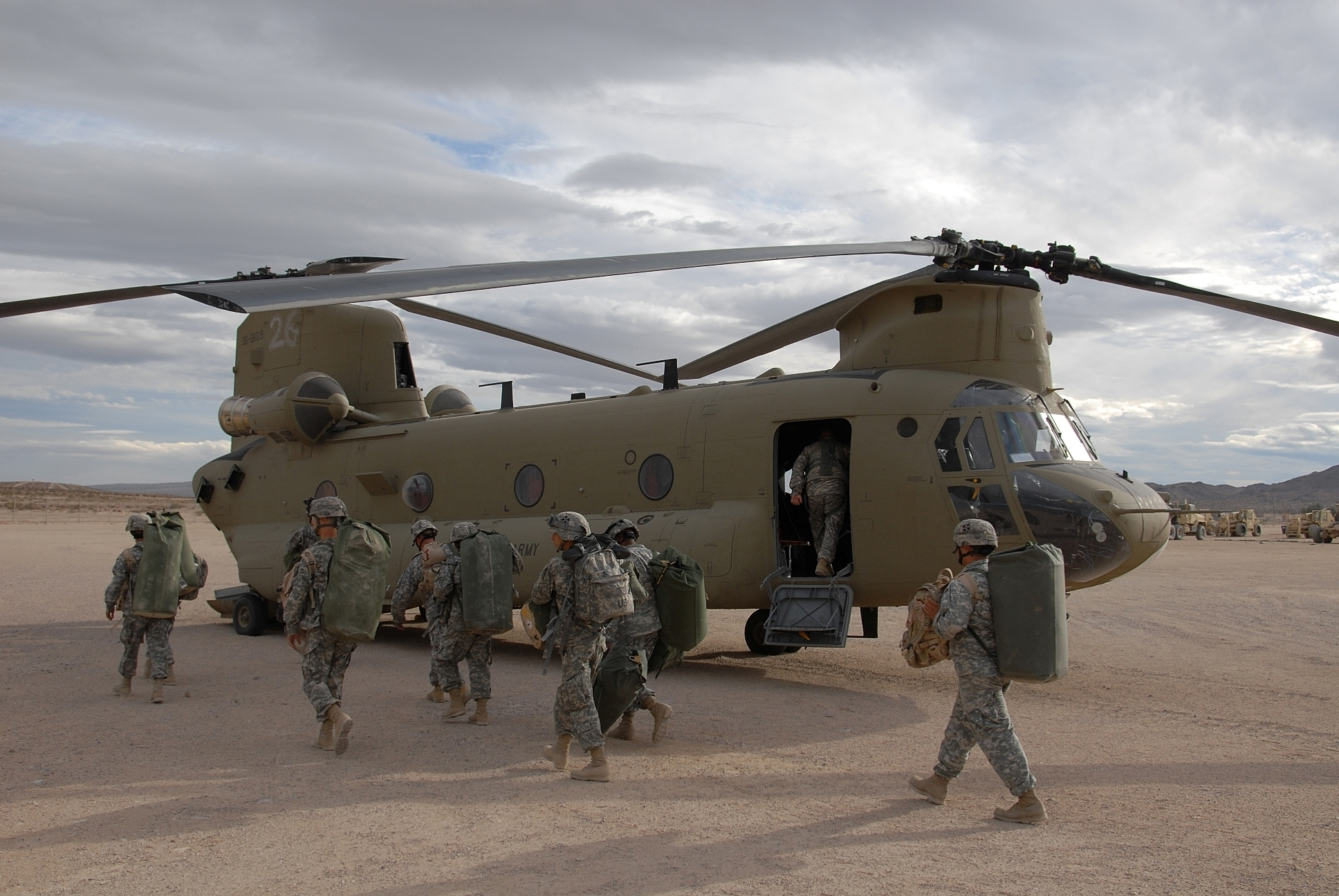
CH-47

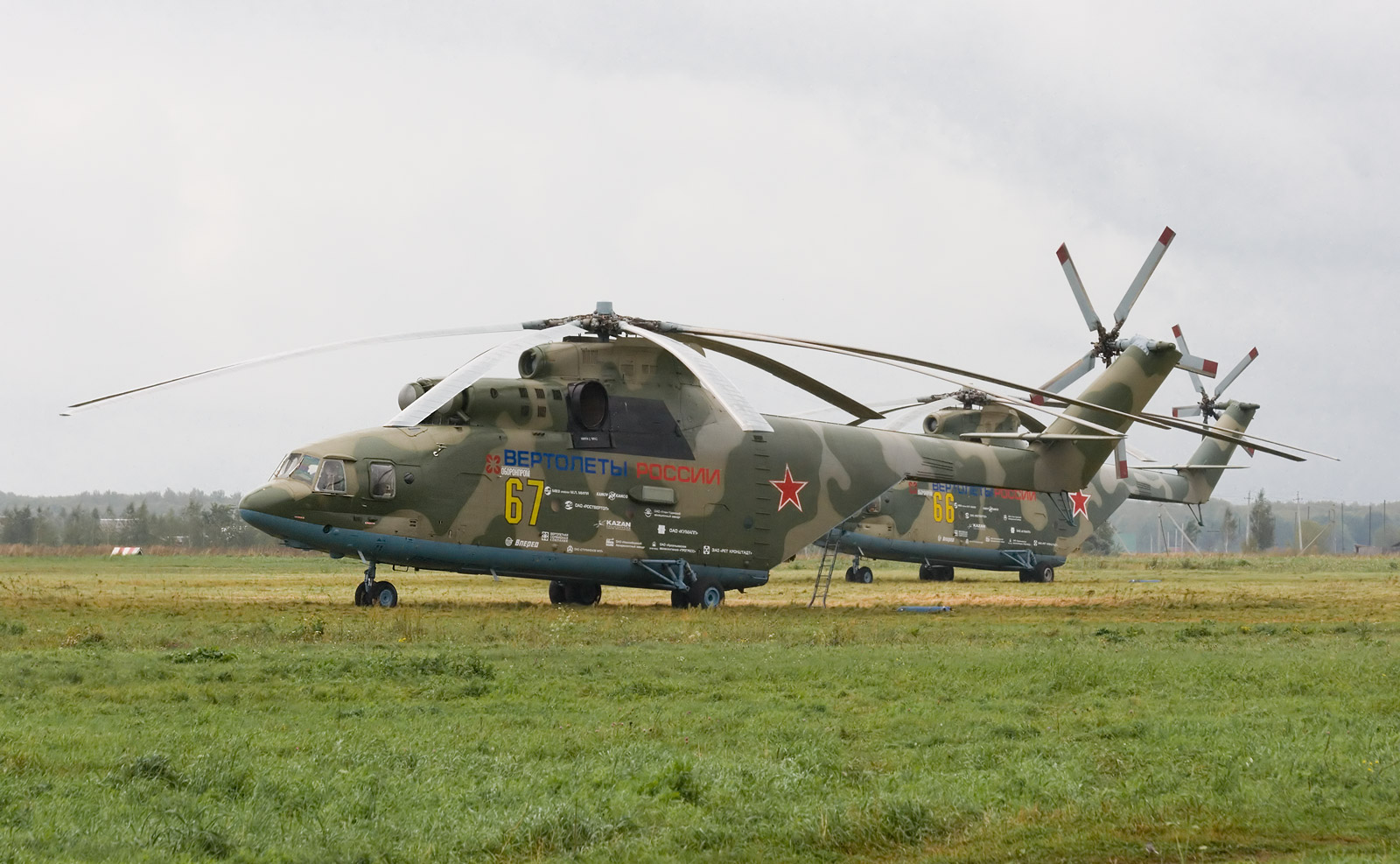
Mil Mi-26

Der wohl verheerendste Abschuss eines Militärluftfahrzeugs durch eine schultergestützte Flugabwehrrakete erfolgte am 19. August 2002 in Tschetschenien. Dabei wurde ein russischer Militär-Transporthubschrauber des Typs Mil Mi-26 von einer Igla-Rakete getroffen. Der mit russischen Militärangehörigen völlig überladene Hubschrauber stürzte daraufhin ab und schlug direkt in ein Minenfeld ein. 115 Menschen fanden dabei den Tod.
In jüngerer Zeit geraten Einmann-Flugabwehr-Lenkwaffen hinsichtlich der Verwendung von Terroristen gegen zivile Maschinen immer wieder in den medialen Fokus. Aufgrund der geringen Größe können diese Waffen problemlos transportiert und versteckt werden. Schätzungen zur Frage, wie viele MANPADS sich in der Hand von Terroristen befinden, schwanken beträchtlich, so wird die Zahl auf zwischen 5000 und 150.000 beziffert. Dabei handelt es sich, laut einigen Experten, hauptsächlich um infrarotgelenkte Systeme, die Nachbauten der sowjetischen 9K32 Strela-2 aus den 1960er-Jahren darstellen.
Seit den 1970er-Jahren ereigneten sich weltweit mehr als 40 Angriffe mit schultergestützten Flugabwehrraketen gegen zivile Luftfahrzeuge. Es kam dabei zu 28 Abstürzen und über 800 Passagiere verloren dabei ihr Leben. Die meisten Vorfälle ereigneten sich in Konfliktzonen, doch auch für die restliche Welt bleiben potenzielle Anschläge mit MANPADS auf Verkehrsflugzeuge eine reale Gefahr. Im Juni 2006 wurde ein Anschlag mit tragbaren Flugabwehrraketen verhindert: Eine Gruppe Araber plante offenbar den Einsatz gegen eine Verkehrsmaschine der israelischen Fluggesellschaft El Al von einem Schweizer Flughafen aus. Dieser Anschlagversuch konnte jedoch von Schweizer Sicherheitsbehörden vereitelt werden. In der unten stehenden Liste werden einige dieser Vorfälle chronologisch dargestellt.
| Datum               | Ort                 | Flugzeugtyp                | Fluggesellschaft             | Angreifer                                                 | Opfer |
| ------------------- | ------------------- | -------------------------- | ---------------------------- | --------------------------------------------------------- | --- |
| 1975, 12. März      | Vietnam             | Douglas C-54D-5-DC         | Air Vietnam                  | Unbekannt                                                 | Sechs Besatzungsmitglieder 20 Passagiere |
| 1978, 3. September  | Simbabwe, Kariba    | Vickers 782D               | Air Rhodesia                 | Rebellen der Zimbabwe People’s Revolutionary Army (ZIPRA) | Vier Besatzungsmitglieder 44 Passagiere, wobei 10 der 18 Überlebenden von den Rebellen erschossen wurden. Die übrigen acht Personen wurden in den nächsten Tagen gerettet.                                                 |
| 1983, 8. November   | Angola              | Boeing 737-2M2             | TAAG Angola Airways          | UNITA-Rebellen                                            | Alle Insassen – 130 Todesopfer. Angolanischen Behörden zufolge war die Absturzursache ein technischer Defekt. UNITA-Rebellen, die sich in der Gegend aufhielten, gaben an, die Maschine mit Raketen abgeschossen zu haben. |
| 1988, 19. Dezember  | Westsahara          | Douglas DC-7               | Gecharterte US-Aid-Maschine  | Polisario-Rebellen                                        | Gesamte Besatzung (fünf Personen) |
| 1993, 21. September | Georgien            | Tupolew Tu-134A            | Transair Georgia             | Abchasische Separatisten                                  | Das Flugzeug wurde von einer Rakete getroffen und stürzte ins Schwarze Meer, alle 27 Insassen kamen ums Leben. |
| 1993, 22. September | Georgien            | Tupolew Tu-154B            | Transair Georgia             | Abchasische Separatisten                                  | 108 von 132 Insassen kamen ums Leben. |
| 1994, 6. April      | Ruanda              | Dassault Mystère-Falcon 50 | Unbekannt                    | Unbekannt                                                 | Alle Insassen kamen ums Leben, darunter die Politiker Juvénal Habyarimana und Cyprien Ntaryamira sowie der ruandische Stabschef Déogratias Nsabimana. Dieser Vorfall gilt als der Auslöser des Völkermords in Ruanda.      |
| 1998, 10. Oktober   | Kongo               | Boeing 727-30              | Lignes Aériennes Congolaises | Tutsi-Rebellen                                            | 41 Todesopfer |
| 1998, 26. Dezember  | Angola              | Lockheed C-130 Hercules    | Chartermaschine der UN       | UNITA-Rebellen                                            | 14 Todesopfer |
| 1999, 2. Januar     | Angola              | Lockheed C-130 Hercules    | Chartermaschine der UN       | UNITA-Rebellen                                            | Neun Todesopfer |
| 2002, 28. November  | Kenia, Mombasa      | Boeing 757-300             | Arkia Israeli Airlines       | Unbekannte Terroristen                                    | Es wurden zwei Strela-2-Raketen abgefeuert, die aber beide das Flugzeug verfehlten, keine Verletzten. |
| 2003, 22. November  | Irak                | Airbus A300B4-203F         | DHL-Frachtflugzeug           | Irakische Aufständische                                   | Der DHL-Airbus wurde von einer Rakete an der linken Tragfläche getroffen, er konnte jedoch sicher auf dem Flughafen Bagdad landen, keine Todesopfer.                                                                       |
| 2007, 23. März      | Somalia, Mogadischu | Iljuschin Il-76TD          | TransAVIAexport Airlines     | Unbekannt                                                 | Kurz nach dem Start der Maschine wurden drei Raketen abgefeuert, wobei ein Flugkörper die IL-76 traf. Die gesamte aus elf Mann bestehende Besatzung kam ums Leben.                                                         |

Während des russischen Überfalls auf die Ukraine ist ein Video im Internet aufgetaucht, welches angeblich einen Abschuss eines russischen Marschflugkörpers durch ein MANPADS zeigt.

## Auflistung verschiedener Modelle

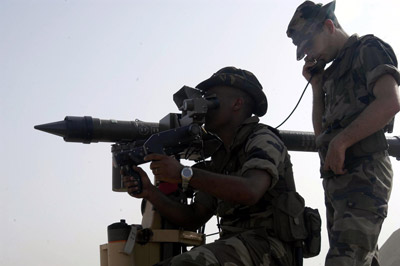
Mistral-MANPADS

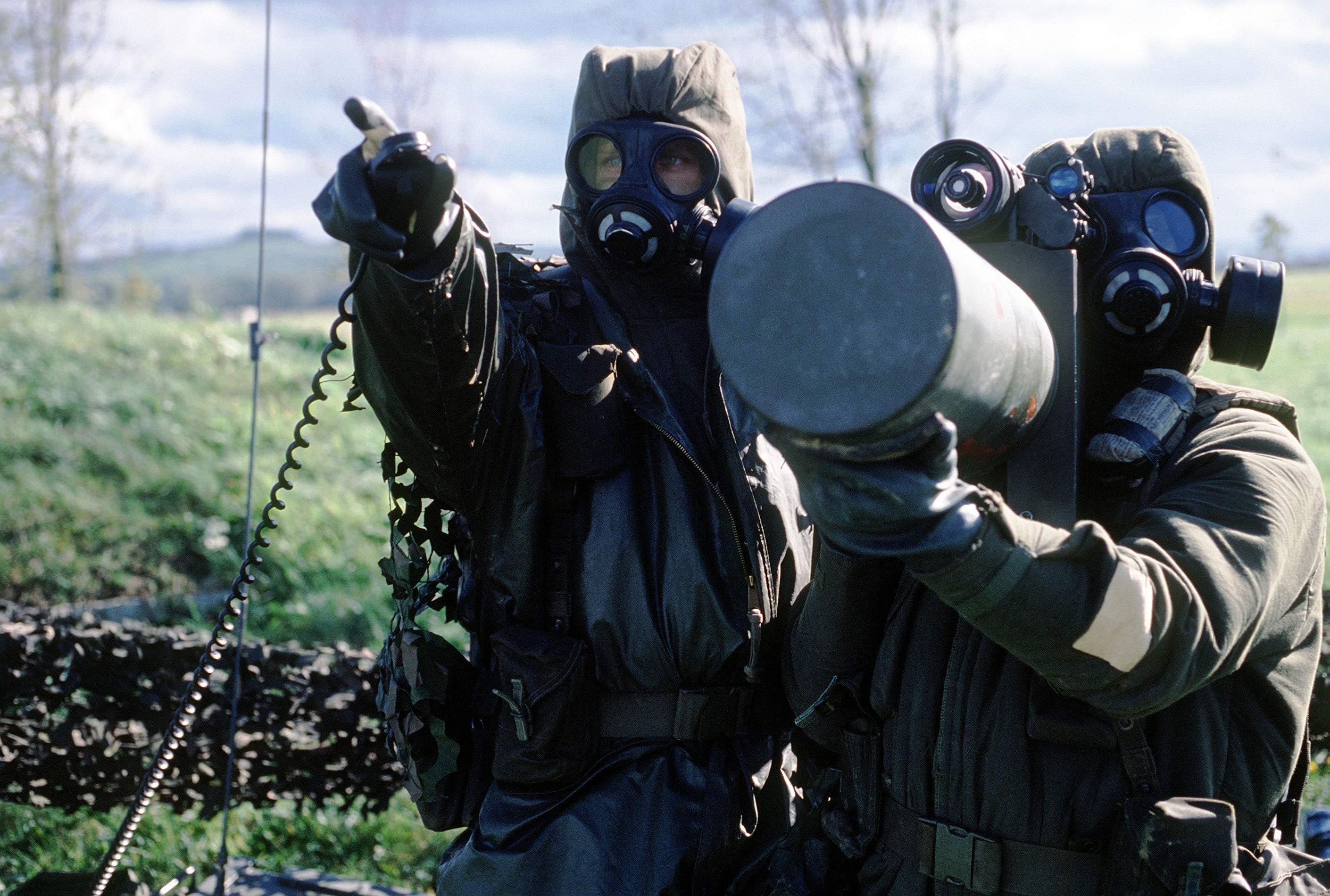
Blowpipe-MANPADS

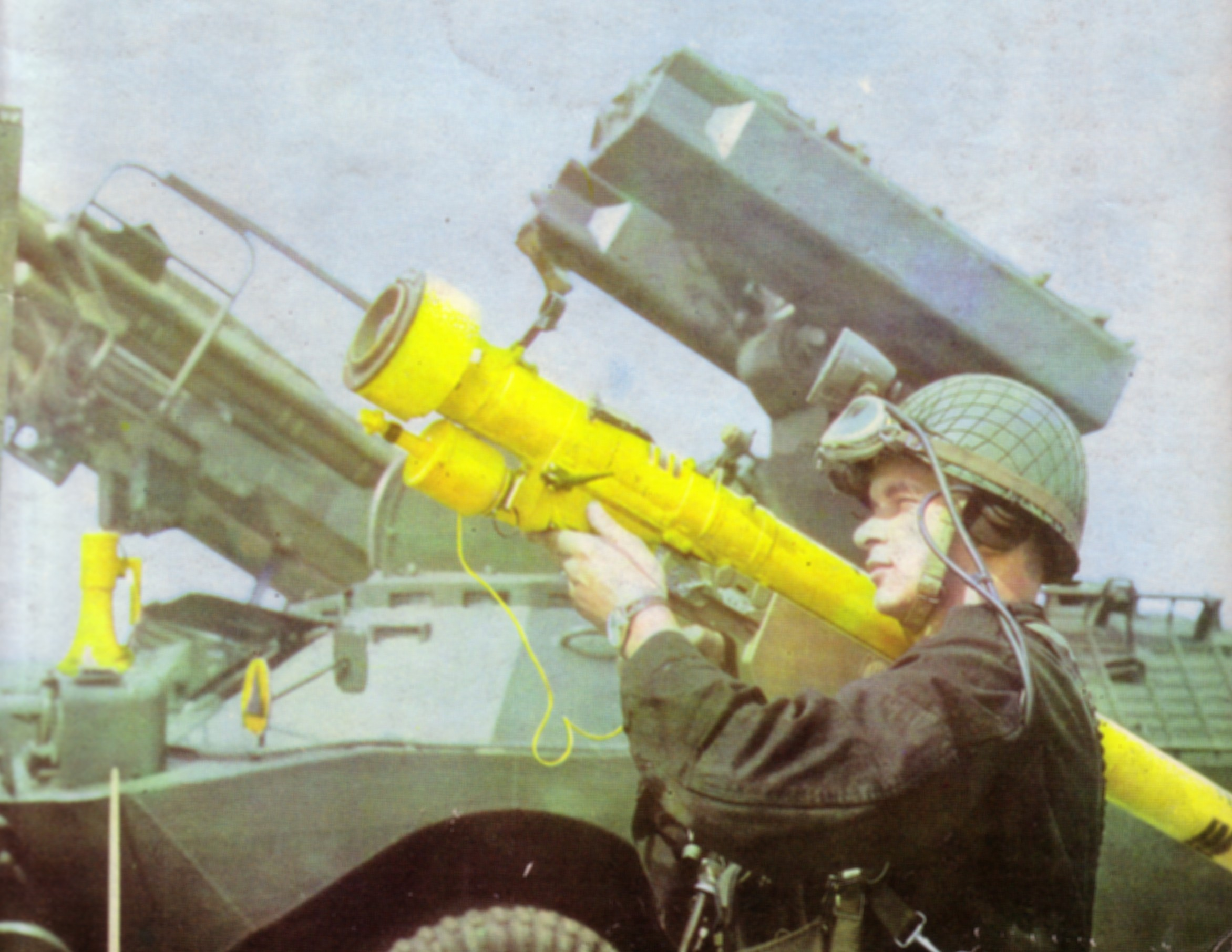
Polnischer Soldat mit einer Strela-2-MANPADS

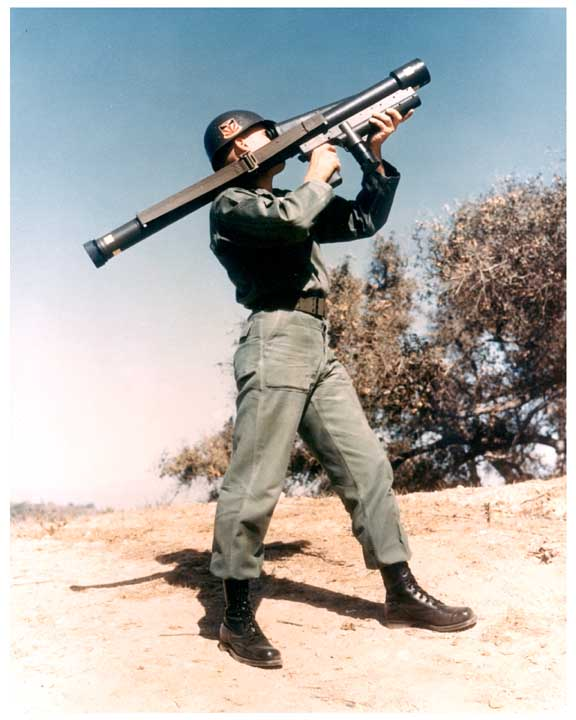
FIM-43 Redeye

- China
  - HN-5A/B
  - QianWei-1
  - QianWei-2
  - QianWei-3
  - QianWei-4
  - HongYing-6
- Frankreich
  - Mistral
- Vereinigtes Königreich
  - Blowpipe
  - Javelin
  - Starburst
  - Starstreak
- Iran
  - Misagh-1
  - Misagh-2
  - Misagh-3
- Japan
  - Typ 91 Hand Arrow
- Nordkorea
  - HT-16PGJ
- Südkorea
  - KP-SAM Shin-Gung
- Türkei
  - Sungur
- Pakistan
  - Anza
- Polen
  - Grom
  - Piorun
- Rumänien
  - CA-94
- Sowjetunion/Russland
  - 9K32 Strela-2
  - 9K34 Strela-3
  - 9K310 Igla-1
  - 9K38 Igla
  - 9K338 Igla-S
  - 9K333 Werba
- Schweden
  - RBS 70
- Vereinigte Staaten
  - FIM-43 'Redeye'
  - FIM-92 'Stinger'

## Verweise